# Ryoko Uno
Ryoko Uno (宇野 涼子 Uno Ryoko?,  nacido el 9 de noviembre de 1975 en Kanagawa) es una exfutbolista japonesa que jugaba como defensa.
Uno jugó 6 veces para la selección femenina de fútbol de Japón entre 1991 y 1996. Uno fue elegida para integrar la selección nacional de Japón para los Copa Mundial Femenina de Fútbol de 1995.

## Trayectoria

### Clubes
| Club          | País  | Año         |
| ------------- | ----- | ----------- |
| NTV Beleza    | Japón | 1990 - 1999 |
| TEPCO Mareeze | Japón | 2000 - 2007 |

### Selección nacional
| Selección | País  | Año         |
| --------- | ----- | ----------- |
| Absoluta  | Japón | 1991 - 1996 |

## Estadística de equipo nacional
| Selección femenina de fútbol de Japón | Selección femenina de fútbol de Japón | Selección femenina de fútbol de Japón |
| Año                                   | Partidos                              | Goles                                 |
| ------------------------------------- | ------------------------------------- | ------------------------------------- |
| 1991                                  | 1                                     | 0                                     |
| 1992                                  | 0                                     | 0                                     |
| 1993                                  | 4                                     | 0                                     |
| 1994                                  | 0                                     | 0                                     |
| 1995                                  | 0                                     | 0                                     |
| 1996                                  | 1                                     | 0                                     |
| Total                                 | 6                                     | 0                                     |